# Nitril

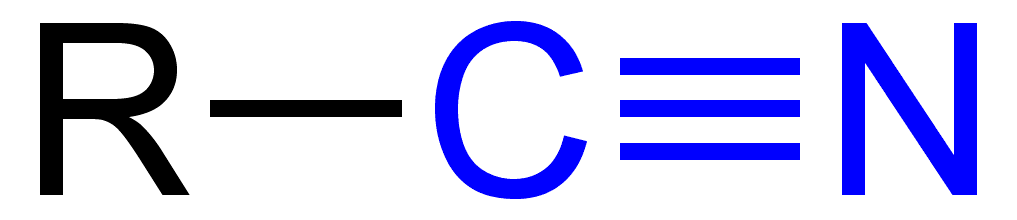
De structuur van een nitrilgroep

Een nitril is een organische verbinding met de functionele groep {\displaystyle {\ce {-C#N}}}. De functionele groep {\displaystyle {\ce {-C#N}}} heet een nitrilgroep.  In deze groep zijn het koolstof- en het stikstofatoom met een drievoudige binding aan elkaar gebonden. Het voorzetsel cyano wordt in de chemische nomenclatuur gebruikt voor het aanduiden van een nitrilgroep in een molecuul. Een cyanide-ion is een negatief geladen ion met de formule {\displaystyle {\ce {C#N^{-}}}}. De -CN-groep wordt soms, hoewel niet geheel juist, aangeduid als een cyanidegroep of cyanogroep en stoffen met deze groep soms als cyaniden.
Uit nitrilen ontstaat soms het zeer toxische CN−-cyanide-ion. In planten komen cyanogeen glycosides voor. Zij vormen een onderdeel van het chemische arsenaal tegen vraat.

## Synthese van nitrilen
Nitrilen kunnen in de organische chemie gevormd worden door: 
- Ammoxidatie van koolwaterstoffen met ammoniak en zuurstof
- Nucleofiele alifatische substitutiereacties van halogeenalkanen met metaal-cyaniden
- Dehydratie van primaire amiden
- Dehydratie van secundaire amiden (Von Braun-amidedegradatie)
- Dehydratie van aldoximen met tri-ethylamine/zwaveldioxide, zeoliet of sulfurylchloride
- Dehydrogenering van primaire amines
- In eenreactorsynthese (one-pot synthese) vanuit een aldehyde met hydroxylamine en natriumsulfaat.

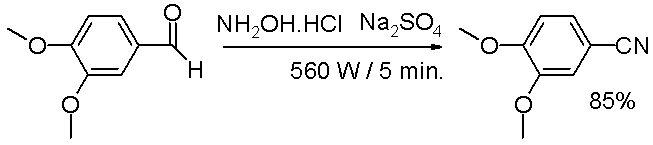
one-pot synthese vanuit een aldehyde